# كريس وود (لاعب كرة قدم بريطاني)
كريس وود (بالإنجليزية: Chris Wood)‏ (24 يناير 1987 في المملكة المتحدة - ) هو لاعب كرة قدم بريطاني في مركز الدفاع. لعب مع Ilkeston F.C. ‏ ووركشوب تاون ‏ ونادي مانسفيلد تاون وإيكستون تاون ‏ ونادي بوسطن يونايتد.

## وصلات خارجية
- كريس وود على موقع قاعدة بيانات كرة القدم.إي يو (الإنجليزية)
- كريس وود على موقع Soccerbase.com (لاعب) (الإنجليزية)